# Mylacorhina
Mylacorhina är ett släkte av skalbaggar. Mylacorhina ingår i familjen vivlar.
Kladogram enligt Catalogue of Life:
| Mylacorhina | \| \| Mylacorhina reitteri \| \| \| \| \| \| Mylacorhina villosus \| \| \| \| |
|             | \| \| Mylacorhina reitteri \| \| \| \| \| \| Mylacorhina villosus \| \| \| \| |
|             | Mylacorhina reitteri                                                          |
|             |                                                                               |
|             | Mylacorhina villosus                                                          |
|             |                                                                               |